# Лоншан
Дворецът Лоншан (на френски: Palais Longchamp) се намира в Марсилия.
В него са разположени:
- Музей на изобразителното изкуство и
- Музей по естествена история.